# Тангиевы
Тангиевы, ТӀонганаькъан (ингуш. ТӀонганаькъан) — ингушский род (тайп). Происходит из Эгикхала. Находится в братстве с тайпами Газдиевых, Ужаховых и Джандиговых.

## Происхождение
Основателем тайпа является ТӀонг, потомком которого был НугӀ. Сыновьями же его были Албаст и Оалхазар. Тайп Тангиевых по выходе из аула Эгикхал, как и большая часть братских по происхождению с Тангиевыми тайпов, осел в селении Мочкъий-Юрт, названное в честь Газдиева Мочко.